# ロベルト・エリアス・フリース

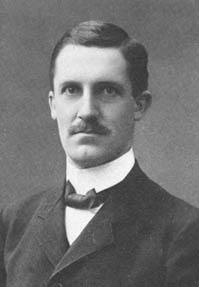
ロベルト・エリアス・フリース

ロベルト・エリアス・フリース（Klas Robert Elias Fries、1876年7月11日 - 1966年1月29日）はスウェーデンの植物学者、菌類学者である。

## 略歴
スウェーデン中部のウプサラで生まれた。祖父は有名な植物学者、菌類学者のエリーアス・フリースであり、フリース家は多くの生物学者を出しており、父親のテオドール・マグヌス・フリースは植物学者、弟のクリスティアン・エーリアス・フリースはルンド大学の植物地理学、花粉学の教授、兄のマグヌス・フリースはウプサラ大学の植物学の教授となり、スウェーデン・リンネ協会の理事長を務めた。
1894年にウプサラ大学に入学し、1901年に学位を得た。この頃から外国での植物調査に参加している。1905年に博士号を得て植物学の講師となった。1902年から1903年の間はスウェーデン自然歴史博物館(Naturhistoriska riksmuseet)の学芸員を、1904年から1907年の間はウプサラ植物園の助手を務め、1908年から1911年の間はウプサラの高校の教師として働いた。1913年教授資格を得て、1915年からベルギウス財団の教授職となり、ストックホルムのベルギアンスカ植物園（Bergianska trädgården）の園長となり、1944年までその職を続けた。
スウェーデン、スペイン、南米、アフリカでの植物調査を行った。1901年からエルランド・ノルデンショルド(Erland Nordenskiöld)と南米のグランチャコ地域、アルゼンチンとボリビアの山地地域を旅し、多くの植物標本を得て1902年に帰国した。1911年から1912年の間、エリック・フォン・ローゼン伯爵(Eric von Rosen)とアフリカ縦断（喜望峰からアレキサンドリア)に同行し、特に中央アフリカの植物を収集した。
はじめ、南米の植物の分類の分野を研究し、1905年にアルゼンチン北部の高地の植物の植物地理学の著作を執筆した。1905年にリンネの生誕300周年を記念した著作、"De största märkesmännen" を出版した。後年はアフリカでの調査に関する、分類学、生態学、植物地理学の研究をした。
1926年にスウェーデン王立科学アカデミーの会員に選ばれ、1939年から1940年に理事、1942年から1951年の間、副会長を務めた。イギリス菌類学会の会員として菌類分野にも貢献した。